# Семёновский концлагерь
Семёновский (Покровский) концентрационный лагерь (также Семёновский лагерь принудработ) — советский концлагерь, созданный советской властью в 1921 году в Покровском монастыре.

## Расположение
Концлагерь был обустроен на территории захваченного большевиками монастыря.

## История
Лагерь при Покровском монастыре был открыт в конце весны 1921 года.

## Устройство
Один из актов обследования лагеря за октябрь 1921 года содержит в себе подробное описание его внутреннего устройства: «В распоряжении лагеря имеется 5 жилых корпусов, при чем 3 из них заняты заключенными, администрацией лагеря, околотком и театром, а 2 — караульной командой, ея штабом и канцелярией <…> жилых комнат получается всего 54 площадью от 12 до 220 кв аршин и высотой от 4 до 5 аршин. Слесарное, водопроводное, столярное, электромонтерное отделения. Собираются пустить в ход починочные сапожную и швейную мастерские, но для первой нет инструментов, во второй имеется три машины, из них одна сломана и до сих пор еще не разобраны все материалы с точки зрения их годности или негодности» (ГАРФ. Ф. Р4042. Оп. 1а. Д. 32. Л. 141).

## Заключённые
В разное время в лагере содержались от 300 до 1000 человек. Большинство из них отправляли на принудительные работы по Москве. По статистике, 80 % осужденных попадали в Семеновский лагерь после приговора так называемого «народного суда», остальные 20 % — по решению ВЧК и трибунала (ГАРФ. Ф. Р4042. Оп. 1а. Д. 32. Л. 141). Несмотря на то, что большое количество заключённых из лагеря откомандировывалось на внешние работы, в Покровском монастыре не хватало места для содержания необходимого количества людей. Не исключено, что перманентная переполненность лагеря стала одной из причин перевода летом 1922 года части заключенных, приговоренных по контрреволюционным статьям и «за шпионаж», в Ивановский лагерь (ГАРФ. Ф. Р4042. Оп. 2. Д. 14).